# Campeonato Europeo de Baloncesto División C 1992
La III Copa Europea de Promoción de 1992 se llevó a cabo en Nicosia, Chipre.
La selección de Austria obtuvo su primer título al derrotar a Luxemburgo por 70-68.

## Equipos participantes
| Austria Chipre | Gales Gibraltar | Irlanda Luxemburgo | Malta San Marino |

## Ronda Preliminar

### Grupo A
|   | Equipo     | Pts | PG | PP | PF  | PC  | Dif |
| - | ---------- | --- | -- | -- | --- | --- | --- |
| 1 | Austria    | 6   | 3  | 0  | 254 | 209 | 45  |
| 2 | Luxemburgo | 5   | 2  | 1  | 285 | 211 | 74  |
| 3 | Gales      | 4   | 1  | 2  | 204 | 251 | −47 |
| 4 | Gibraltar  | 3   | 0  | 3  | 207 | 279 | −72 |

| 1992                    | Austria                 | 71-66                   | Gales           |  |
| Reporte                 |                         |                         |                 |  |
| Parciales: 32-24, 39-42 | Parciales: 32-24, 39-42 | Parciales: 32-24, 39-42 | Nicosia, Chipre |  |

| 1992                    | Luxemburgo              | 96-73                   | Gibraltar       |  |
| Reporte                 |                         |                         |                 |  |
| Parciales: 50-31, 46-42 | Parciales: 50-31, 46-42 | Parciales: 50-31, 46-42 | Nicosia, Chipre |  |

### Grupo B
|   | Equipo     | Pts | PG | PP | PF  | PC  | Dif  |
| - | ---------- | --- | -- | -- | --- | --- | ---- |
| 1 | Chipre     | 6   | 3  | 0  | 263 | 204 | 59   |
| 2 | Irlanda    | 5   | 2  | 1  | 244 | 178 | 66   |
| 3 | San Marino | 4   | 1  | 2  | 191 | 197 | −6   |
| 4 | Malta      | 3   | 0  | 3  | 156 | 275 | −119 |

## Ronda de Clasificación
|  | Eliminatoria del 5º al 8º | Eliminatoria del 5º al 8º |    |       | Partido por el 5º lugar | Partido por el 5º lugar |  |
|  |                           |                           |    |       |                         |                         |  |
|  |                           |                           |    |       |                         |                         |  |
|  | Gales                     | 61                        |    |       |                         |                         |  |
|  | Malta                     | 70                        |    |       |                         |                         |  |
|  |                           |                           |    |       |                         |                         |  |
|  |                           |                           |    |       |                         |                         |  |
|  |                           |                           |    |       | Malta                   | 71                      |  |
|  |                           | San Marino                | 87 |       |                         |                         |  |
|  |                           |                           |    |       |                         |                         |  |
|  |                           |                           |    |       |                         |                         |  |
|  |                           |                           |    |       | Partido por el 7º lugar |                         |  |
|  |                           |                           |    |       |                         |                         |  |
|  | San Marino                | 76                        |    | Gales | 73                      |                         |  |
|  | Gibraltar                 | 59                        |    |       | Gibraltar               | 69                      |  |

## Semifinal
|  | Semifinales | Semifinales |    |         | Final        | Final |  |
|  |             |             |    |         |              |       |  |
|  |             |             |    |         |              |       |  |
|  |             |             |    |         |              |       |  |
|  | Austria     | 76          |    |         |              |       |  |
|  | Irlanda     | 73          |    |         |              |       |  |
|  |             |             |    |         |              |       |  |
|  |             |             |    |         |              |       |  |
|  |             |             |    |         | Austria      | 70    |  |
|  |             | Luxemburgo  | 68 |         |              |       |  |
|  |             |             |    |         |              |       |  |
|  |             |             |    |         |              |       |  |
|  |             |             |    |         | Tercer lugar |       |  |
|  |             |             |    |         |              |       |  |
|  | Chipre      | 69          |    | Irlanda | 85           |       |  |
|  | Luxemburgo  | 82          |    |         | Chipre       | 86    |  |